# Wasserhaus (Markt Erlbach)
Wasserhaus ist ein Gemeindeteil des Marktes Markt Erlbach im Landkreis Neustadt an der Aisch-Bad Windsheim (Mittelfranken, Bayern). Wasserhaus liegt in der Gemarkung Altselingsbach.

## Geografie
Die Einöde liegt am Selingsbach, einem linken Zufluss der Zenn. Im Norden grenzt das Waldgebiet Brand an. 0,3 km südlich des Ortes erhebt sich der Steinberg. Ein Anliegerweg führt nach Altselingsbach (0,9 km südöstlich).

## Geschichte
Wasserhaus wurde 1910 als Pumpstation für die Wasserversorgung der Stadt Bad Windsheim errichtet. Es lag im Gebiet der Gemeinde Altselingsbach. Seit 1950 wird es als Gemeindeteil geführt. Am 1. Januar 1970 wurde Wasserhaus nach Markt Erlbach eingemeindet.

## Einwohnerentwicklung
| Jahr      | 001950 | 001961 | 001970 | 001987 |
| Einwohner | 5      | 3      | 3      | 5      |
| Häuser    | 1      | 1      |        | 1      |
| Quelle    | [ 7 ]  | [ 10 ] | [ 11 ] | [ 1 ]  |

## Religion
Die Einwohner evangelisch-lutherischer Konfession sind nach St. Kilian (Markt Erlbach) gepfarrt. Die Katholiken gehören zur Kirchengemeinde Maria Namen (Markt Erlbach), die ursprünglich eine Filiale von St. Michael (Wilhermsdorf) war und seit 2019 eine Filiale von St. Johannis Enthauptung (Neustadt an der Aisch) ist.